# 俄羅斯帝國空軍
俄羅斯帝國空軍（俄语：Императорскій военно-воздушный флотъ）為1912年俄羅斯帝國所成立的空軍。 整個軍隊的成立時間僅僅5年，其中只參加了第一次世界大戰，並且在 1917年隨著俄國革命及後來俄羅斯內戰的爆發，一些前帝國空軍飛行員選擇加入支持白俄一方的亞歷山大·高爾察克，但白俄軍在白俄運動中從未建立過官方空軍。而其中大部分的前俄羅斯帝國空軍人員都被改組成為後來的蘇聯空軍。

## 历史

### 背景
俄罗斯航空业的起源可追溯到19世纪80年代俄罗斯先驱科学家尼古拉·伊万诺维奇·基巴利契奇和亚历山大-莫扎伊斯基等人的理论项目。19世纪90年代，康斯坦丁·齐奥尔科夫斯基进一步推动了航空创新。
1902-1903年，在基辅军区的军事演习中，俄罗斯帝国军队使用了几架浮空器进行侦察和炮火协调。航空连（Отдельная воздухоплавательная рота）由A.M. Kovanko上校指挥。
1904年，尼古拉-茹科夫斯基（Nikolai Zhukovsky）在莫斯科附近的库奇诺建立了世界上第一所空气动力研究所（Аэродинамический институт）。
1908年，俄罗斯航空俱乐部（Всероссийский Аэроклуб）成立。
1910年，俄罗斯帝国陆军派遣了几名军官到法国接受飞行员培训。同年晚些时候，俄罗斯帝国陆军购买了一些法国和英国的飞机，并开始培训第一批军事飞行员。
1910年夏，第一所航空学校在加特契纳成立，同年秋在塞瓦斯托波尔开办了第二所航空学校（1912年该学校迁至卡恰）。
此外，1910年还在圣彼得堡制造了一架双翼飞机，计划供陆军用作侦察机，但该机在1911年与法国 "法尔曼 "飞机的竞争中败北，从未服役。
1912年8月12日，原隶属于工兵部队的俄罗斯帝国空勤团成为陆军的一个独立分支。
第一次巴尔干战争期间，保加利亚军队中有一支俄罗斯志愿航空队，由 10 名民间志愿者（4名飞行员和6名技术人员）组成，由S. Schetinin指挥。
1914年，波兰飞行员扬-纳戈尔斯基（Jan Nagórski）首次在北极飞行，寻找极地探险家乔治-塞多夫（Georgy Sedov）失落的探险队。

### 第一次世界大战
第一次世界大战初期，俄罗斯帝国空军拥有世界上最庞大的机队，法国紧随其后（263架飞机对148架飞机和14艘飞艇）。
战争开始后，飞行员重新装备了7.63毫米毛瑟 C96 型手枪，因为德国半自动手枪比标准的7.62毫米纳甘特左轮手枪更有效。
1914年9月8日，俄罗斯飞行员Pyotr Nesterov进行了航空史上首次空中冲撞飞机攻击后来，Vyacheslav Tkachov 中尉成为第一位用手枪击落敌机的俄罗斯飞行员。他攻击了一架德国 "信天翁 "飞机，并击落了它。
1914年12月，一个由10架伊利亚-穆罗梅兹轰炸机组成的中队成立，并被用来对付德国和奥匈帝国的军队。
1915年1月17日--俄罗斯帝国陆军部下令在飞机上装备7.62 米马德森轻机枪和7.71毫米刘易斯轻机枪。
1915年3月，海军航空兵成立。俄罗斯帝国海军接收了两艘舰艇和六架水上飞机（一艘武装蒸汽船"Император Николай I "号被改装成水上飞机运输船，可搭载五架M-5型水上飞机；一艘巡洋舰"Алмаз"号被改装成水上飞机运输船，可搭载一架水上飞机）。海军航空兵没有并入海军航空兵，而是成为黑海舰队的一部分。
1915年3月31日，俄罗斯飞行员亚历山大-卡扎科夫（Alexander Kazakov）成功地进行了第二次冲撞攻击，他使用的是莫兰-索尼尔G型飞机。
1915年，俄罗斯帝国空勤团成为陆军的一个独立分支，直接隶属于总司令部（Stavka）。
1916年，海军航空兵的规模和力量得到了加强，黑海舰队拥有两艘水上飞机母舰（"Император Николай I" 和 "Император Александр I"）和14架M-9型水上飞机。
第一次世界大战期间，269名俄罗斯飞行员被授予圣乔治军功章（圣乔治剑、圣乔治勋章或圣乔治十字勋章），5名飞行员被授予国家荣誉军团骑士勋章，2 名飞行员被授予军事十字勋章，2名飞行员被授予白鹰勋章，还有许多飞行员被授予勋章。26名飞行员成为俄罗斯帝国的王牌飞行员。最成功的俄罗斯王牌飞行员和战斗机飞行员是亚历山大-卡扎科夫（Alexander Kazakov），他击落了 20架敌机。
然而，战争对俄罗斯来说并不顺利，随着东线战场的重大挫折和后方经济的崩溃，军用飞机的生产远远落后于俄罗斯的竞争对手德国。1917年二月革命后，俄罗斯帝国空勤局进行了改革。1917年十月革命后，俄罗斯空勤局被解散。
这些飞机中有三分之二以上是外国制造的。超过50%的飞机是 "Nieuports"，超过15%的飞机是"Farmans"，约9%的飞机是 "Voisins"。
高尔察克的白军获得了 65 架飞机和大约70名飞行员。此外，前俄罗斯帝国空勤团成员也加入了邓尼金的白军。北俄干涉开始后，几名前帝俄空勤团飞行员加入了北俄白军。在俄罗斯内战期间参加红军的 219 名飞行员被授予红旗勋章（其中 16 人被授予两次勋章）。几乎所有这些人都曾是俄罗斯帝国空勤团的飞行员。

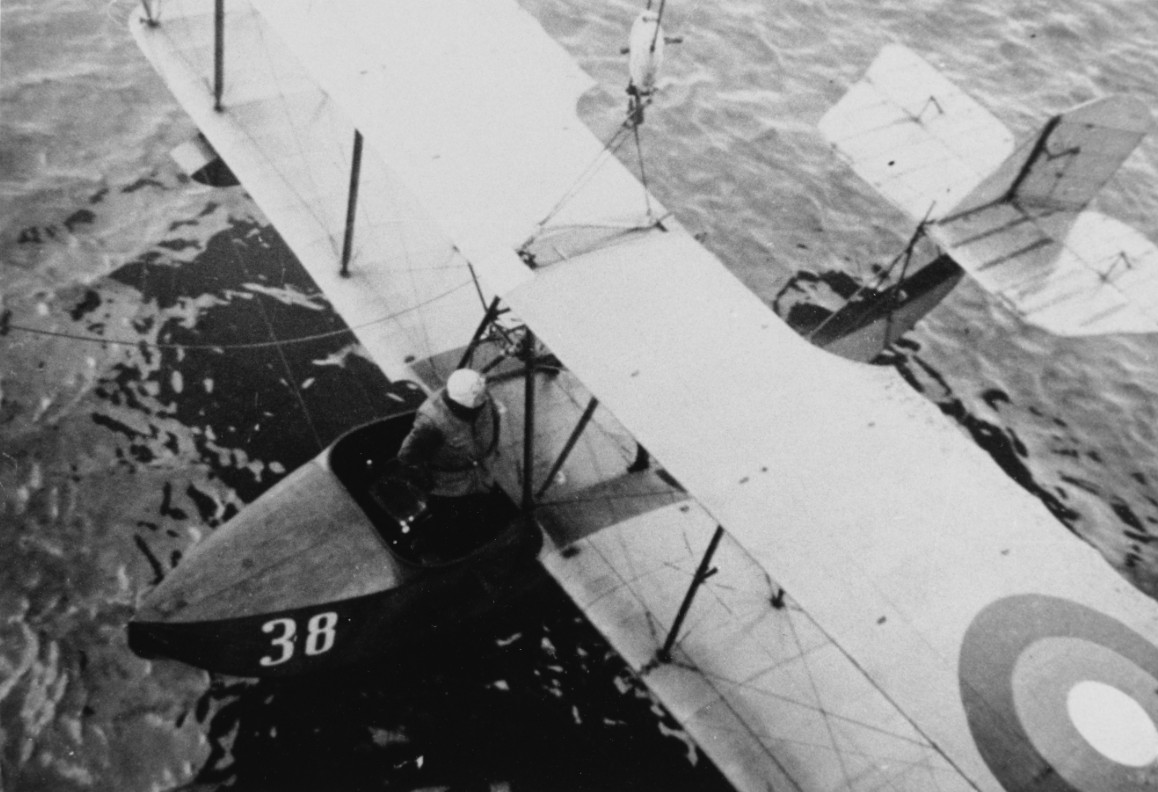
於第一次世界大戰期間(1915年左右)在黑海的 M-5

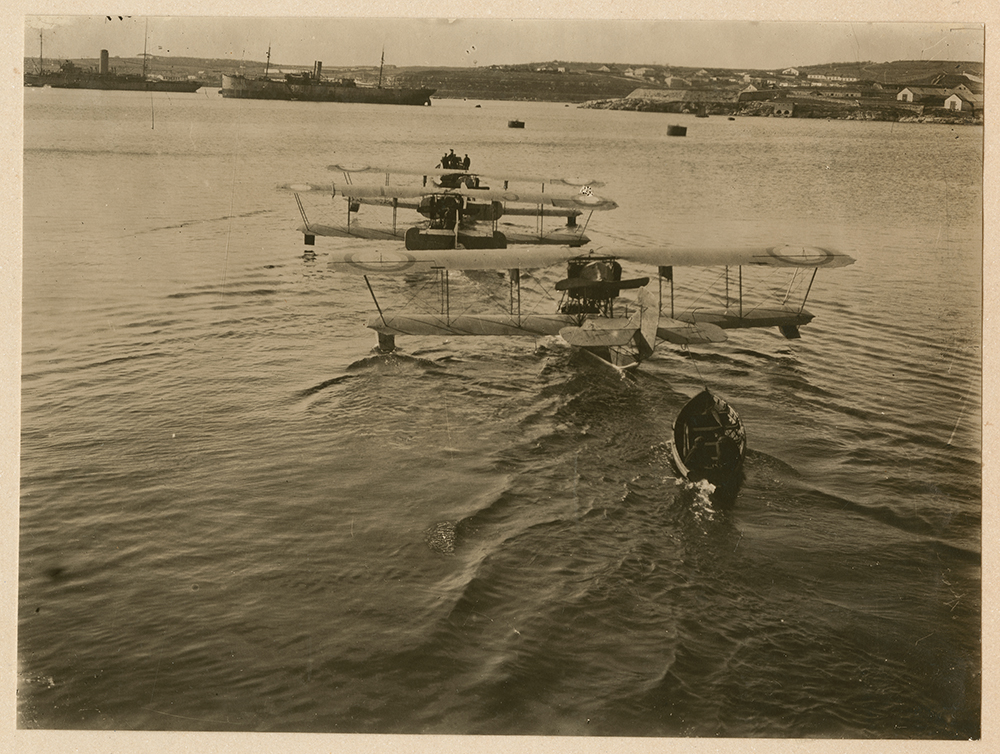
在克里米亞塞凡堡的Grigorovich M-9飛行艇

## 備註
1. ↑  此為換算成現今格里曆之月份，俄國在內戰以前普遍使用儒略曆